# サン・アロー
株式会社サン・アローは、東京都千代田区に本社を置く、ぬいぐるみの企画・製造・販売、美術館の運営を手掛ける企業である。

## 概要
自社でデザインした動物のキャラクター・マスコットのぬいぐるみの企画、製造、販売、また他企業の有名キャラクター、販促用品のぬいぐるみのOEM生産を手掛けており、となりのトトロ、魔女の宅急便、もののけ姫、千と千尋の神隠し、崖の上のポニョなどスタジオジブリの各種アニメキャラクターのぬいぐるみ、おしりたんていやかいけつゾロリなどの絵本のキャラクター、セサミストリートやE.T.など洋画のキャラクターのぬいぐるみの製造や販売を行っている。
同社は1918年（大正7年）、東京府南葛飾郡奥戸村（現・葛飾区）で創業者の関口友吉が農業、フノリ製造のかたわら、セルロイド玩具加工を始めたことで、創業された。太平洋戦争で一旦製造を止めるが、戦後に製造を再開。1954年（昭和29年）に、ソフトビニールによる人形加工の技術を確立し、製品化に成功したのち、1974年（昭和49年）に、現在の株式会社サン・アローとして会社設立された。
設立翌年の1975年（昭和50年）に、モンチッチのぬいぐるみの輸出を開始したことで会社が成長し、1990年（平成2年）には、スタジオジブリとライセンス契約を結び、現在までジブリキャラクターのぬいぐるみを手掛けている。
また、スポーツビジネスにも深く携わっており、1998年長野オリンピックや、2002 FIFAワールドカップの公式ライセンス商品を手掛けたほか、2020年東京オリンピック・パラリンピックのマスコットであるミライトワとソメイティのぬいぐるみを製造、販売した。
このほか、ぬいぐるみをテーマにした美術館を開設し、現在、「伊豆テディベア・ミュージアム」（静岡県伊東市）と「那須テディベア・ミュージアム」（栃木県那須町）の2か所を運営している。

## 出来事

### 東京五輪組織委理事への贈賄
1998年の長野五輪、2002年FIFAワールドカップ日韓大会のライセンス商品を手掛けるなど、これまで日本のスポーツビジネスに深く関わってきた同社であるが、2020年の東京五輪では、開催から1年後の2022年9月24日に同社の不正な資金提供が発覚した。
同社は、東京五輪の大会組織委員会理事で、元電通専務だった高橋治之の知人の休眠会社「アミューズ」に700～800万円を贈賄し、その一部が高橋の手に渡っていた。大会組織委員会の理事であった高橋は、みなし公務員であり、企業からの金品の受領は禁止されている。この金品受領について高橋は「竹田恆和前JOC会長の慰労会名目で集められたもの」と述べているとされているが、特捜部から聴取を受けた竹田側は「受け取っていない」と主張しているとのこと。
東京地検特捜部は、サン・アローが便宜供与の謝礼として贈賄を行っていたとして、2022年10月19日に東京都千代田区の同社本社を家宅捜索した。この件で、高橋は特捜部に受託収賄容疑で再逮捕（4度目の逮捕）されている。11月9日に、社長の関口太嗣と役員の芳弘とが贈賄罪で在宅起訴された。同日、2人の辞任が発表された。
サン・アローの経営幹部は慶應義塾大学出身であり、五輪に絡むスポンサー選定事件のうち、「ADKホールディングス」と「サン・アロー」の2ルートで資金の受け皿となった休眠会社「アミューズ」の元代表は、慶応の同窓で高橋、竹田とはゴルフ仲間だったとのこと。
なお、2020年東京五輪においては、AOKIホールディングス、KADOKAWAなどの大会スポンサーや、電通から再受託を受けた広告代理店の大広やADKホールディングスなどが高橋に多額の金銭を支払っていたことが発覚し、2022年8月以降、収賄側の高橋と高橋の知人、贈賄側企業の会長や経営幹部が次々と逮捕されている。
2023年6月6日、東京地方裁判所は在宅起訴された2人に対し、贈賄罪でいずれも懲役1年、執行猶予3年を言い渡した。